# Jewgienij Garaniczew
Jewgnienij Aleksandrowicz Garaniczew (rus. Евгений Александрович Гараничев; ur. 13 lutego 1988 w Nowoilinskim) – rosyjski biathlonista oraz biegacz narciarski, brązowy medalista olimpijski i wielokrotny medalista mistrzostw Europy.

## Kariera
Karierę sportową zaczął od uprawiania biegów narciarskich. Pierwszy raz na arenie międzynarodowej pojawił się 23 grudnia 2006 roku w Syktywkarze, gdzie w zawodach FIS zajął 35. miejsce w biegu na 15 km techniką dowolną. W marcu 2007 roku wystąpił na mistrzostwach świata juniorów w Tarvisio, gdzie był dwudziesty w biegu na 10 km stylem dowolnym, a w sztafacie zdobył srebrny medal. Rok później, podczas mistrzostw świata juniorów w Malles Venosta wywalczył złoto w sztafecie, a na dystansie 20 km stylem dowolnym był dziewiąty. Nigdy nie wystąpił w zawodach Pucharze Świata w biegach narciarskich.
Garaniczew starty w Pucharze Świata w biathlonie rozpoczął 20 stycznia 2011 r. w Anterselvie, gdzie zajął 13. miejsce w biegu sprinterskim. Dokładnie rok po swoim pierwszym występie w PŚ, 20 stycznia 2012 roku w tej samej miejscowości, zajął drugie miejsce w sprincie, przegrywając jedynie ze Szwedem Frederikiem Lindströmem. Parę tygodni później, 2 lutego w Oslo, zwyciężył w biegu sprinterskim wyprzedzając na mecie Niemca Arnda Peiffera oraz Emila Hegle Svendsena z Norwegii.
W 2014 roku wystartował na igrzyskach olimpijskich w Soczi, gdzie wywalczył brązowy medal w biegu indywidualnym. W zawodach tych wyprzedzili go jedynie Francuz Martin Fourcade i Niemiec Erik Lesser. Był tam też między innymi piąty w biegu masowym i czwarty w sztafecie mieszanej. Na rozgrywanych dwa lata później mistrzostwach Europy w Tiumeni zwyciężył w sprincie i sztafecie mieszanej, a w biegu pościgowym był drugi. Podczas mistrzostw Europy w Dusznikach-Zdroju w 2017 był najlepszy w pojedynczej sztafecie mieszanej i drugi w biegu pościgowym. Zdobył też srebro w sztafecie mieszanej i brąz w biegu pościgowym na mistrzostwach Europy w Val Ridanna w 2018 roku.

## Osiągnięcia

### Igrzyska olimpijskie
| Rok  | Miejscowość | Konkurencje | Konkurencje | Konkurencje | Konkurencje | Konkurencje | Konkurencje | Konkurencje |
| Rok  | Miejscowość | IN          | SP          | PU          | MS          | RL          | MR          | SR          |
| ---- | ----------- | ----------- | ----------- | ----------- | ----------- | ----------- | ----------- | ----------- |
| 2014 | Soczi       | 3.          | 27.         | 15.         | 5.          | –           | 4.          | nd.         |

### Mistrzostwa świata
| Rok  | Miejscowość | Konkurencje | Konkurencje | Konkurencje | Konkurencje | Konkurencje | Konkurencje | Konkurencje |
| Rok  | Miejscowość | IN          | SP          | PU          | MS          | RL          | MR          | SR          |
| ---- | ----------- | ----------- | ----------- | ----------- | ----------- | ----------- | ----------- | ----------- |
| 2012 | Ruhpolding  | –           | 12.         | 14.         | 9.          | 6.          | –           | nd.         |
| 2013 | Nové Město  | –           | 19.         | 28.         | 25.         | 4.          | –           | nd.         |
| 2015 | Kontiolahti | 35.         | 6.          | 22.         | 11.         | 4.          | –           | nd.         |
| 2016 | Oslo        | 8.          | 6.          | 11.         | 23.         | 6.          | 7.          | nd.         |
| 2017 | Hochfilzen  | 20.         | 10.         | 20.         | 11.         | –           | –           | nd.         |
| 2019 | Östersund   | 7.          | 19.         | 9.          | 16.         | –           | –           | –           |
| 2020 | Anterselva  | 14.         | 56.         | 34.         | –           | 4.          | –           | –           |
| 2021 | Pokljuka    | 16.         | –           | –           | –           | –           | –           | –           |

### Mistrzostwa Europy
| Rok  | Miejscowość    | Konkurencje | Konkurencje | Konkurencje | Konkurencje | Konkurencje | Konkurencje | Konkurencje |
| Rok  | Miejscowość    | IN          | SP          | PU          | MS          | RL          | MR          | SR          |
| ---- | -------------- | ----------- | ----------- | ----------- | ----------- | ----------- | ----------- | ----------- |
| 2010 | Otepää         | 30.         | 26.         | 20.         | nd.         | –           | nd.         | nd.         |
| 2011 | Ridnaun        | –           | 5.          | 14.         | nd.         | –           | nd.         | nd.         |
| 2016 | Tiumeń         | –           | 1.          | 2.          | –           | nd.         | 1.          | ?.          |
| 2017 | Duszniki-Zdrój | –           | 17.         | 2.          | –           | nd.         | –           | ?.          |
| 2018 | Val Ridanna    | DNS         | 19.         | 3.          | –           | nd.         | 2.          | ?.          |

### Puchar Świata

#### Miejsca w klasyfikacji generalnej PŚ
| Sezon     | Miejsce           |
| --------- | ----------------- |
| 2010/2011 | 72.               |
| 2011/2012 | 12.               |
| 2012/2013 | 14.               |
| 2013/2014 | 26.               |
| 2014/2015 | 7.                |
| 2015/2016 | 7.                |
| 2016/2017 | 18.               |
| 2017/2018 | 31.               |
| 2018/2019 | 15.               |
| 2019/2020 | 32.               |
| 2020/2021 | 27.               |
| 2021/2022 | niesklasyfikowany |

#### Miejsca na podium chronologicznie
| Lp. | Dzień       | Rok  | Miejscowość | Konkurencja                | Lokata | Pudła   | Czas biegu | Strata | Zwycięzca            |
| --- | ----------- | ---- | ----------- | -------------------------- | ------ | ------- | ---------- | ------ | -------------------- |
| 1.  | 20 stycznia | 2012 | Anterselva  | Sprint na 10 km            | 2.     | 0+0     | 24:56,1    | +18,2  | Fredrik Lindström    |
| 2.  | 2 lutego    | 2012 | Oslo        | Sprint na 10 km            | 1.     | 0+0     | 25:22,2    | –      | –                    |
| 3.  | 4 lutego    | 2012 | Oslo        | Bieg pościgowy na 12,5 km  | 3.     | 0+0+1+1 | 32:20,3    | +36,3  | Arnd Peiffer         |
| 4.  | 5 lutego    | 2012 | Oslo        | Bieg masowy na 15 km       | 3.     | 0+0+1+1 | 41:01,9    | +17,8  | Emil Hegle Svendsen  |
| 5.  | 5 stycznia  | 2013 | Oberhof     | Sprint na 10 km            | 2.     | 1+0     | 25:20,5    | +12,6  | Dmitrij Małyszko     |
| 6.  | 6 stycznia  | 2013 | Oberhof     | Bieg pościgowy na 12,5 km  | 2.     | 0+0+0+1 | 35:05,0    | +42,1  | Dmitrij Małyszko     |
| 7.  | 12 stycznia | 2014 | Ruhpolding  | Bieg pościgowy na 12,5 km  | 3.     | 1+0+0+0 | 32:59,6    | +21,4  | Emil Hegle Svendsen  |
| 8.  | 20 marca    | 2014 | Oslo        | Sprint na 10 km            | 2.     | 0+0     | 26:19,8    | +13,9  | Jakov Fak            |
| 9.  | 22 stycznia | 2015 | Anterselva  | Sprint na 10 km            | 2.     | 0+0     | 23:32,8    | +14,0  | Simon Schempp        |
| 10. | 24 stycznia | 2015 | Anterselva  | Bieg pościgowy na 12,5 km  | 3.     | 0+0+1+0 | 31:29,0    | +1,1   | Simon Schempp        |
| 11. | 12 lutego   | 2015 | Oslo        | Bieg indywidualny na 20 km | 2.     | 0+0+0+0 | 51:41,6    | +14,2  | Martin Fourcade      |
| 12. | 17 grudnia  | 2015 | Pokljuka    | Sprint na 10 km            | 3.     | 0+0     | 23:27,6    | +25,1  | Simon Schempp        |
| 13. | 16 stycznia | 2016 | Ruhpolding  | Bieg masowy na 15 km       | 3.     | 0+0+0+1 | 40:42,4    | +13,1  | Erik Lesser          |
| 14. | 23 grudnia  | 2018 | Nové Město  | Bieg masowy na 15 km       | 3.     | 0+0+0+0 | 37:25,2    | +54,1  | Johannes Thingnes Bø |

### Puchar IBU

#### Miejsca w klasyfikacji generalnej
| Sezon     | Miejsce |
| --------- | ------- |
| 2009/2010 | 43      |
| 2010/2011 | 16      |
| 2011/2012 | 43      |

#### Miejsca na podium chronologicznie
| Lp. | Dzień       | Rok  | Miejscowość          | Konkurencja               | Lokata | Pudła   | Czas biegu  | Strata | Zwycięzca |
| --- | ----------- | ---- | -------------------- | ------------------------- | ------ | ------- | ----------- | ------ | --------- |
| 1.  | 9 stycznia  | 2011 | Nové Město na Moravě | Sprint na 10 km           | 1.     | 0+0     | 22:59.1 min | –      | –         |
| 2.  | 15 stycznia | 2011 | Altenberg            | Bieg pościgowy na 12,5 km | 1.     | 1+2+0+0 | 35:36.6 min | –      | –         |
| 3.  | 16 grudnia  | 2011 | Obertilliach         | Sprint na 10 km           | 1.     | 1+0     | 24:09.7 min | –      | –         |
| 4.  | 17 grudnia  | 2011 | Obertilliach         | Bieg pościgowy na 12,5 km | 1.     | 1+1+1+1 | 37:48.8 min | –      | –         |

## Biegi narciarskie

### Mistrzostwa świata juniorów
| Miejsce | Dzień     | Rok  | Miejscowość    | Konkurencja           | Czas biegu | Strata  | Zwycięzca         |
| ------- | --------- | ---- | -------------- | --------------------- | ---------- | ------- | ----------------- |
| 20.     | 14 marca  | 2007 | Tarvisio       | 10 km stylem dowolnym | 22:40,9    | +1:34,7 | Martti Jylhä      |
| 2.      | 26 marca  | 2007 | Tarvisio       | Sztafeta 4x5 km       | 49:18,1    | +0,3    | Szwecja           |
| 9.      | 27 lutego | 2008 | Malles Venosta | 20 km stylem dowolnym | 48:29,6    | +41,4   | Philipp Marschall |
| 1.      | 29 lutego | 2008 | Malles Venosta | Sztafeta 4x5 km       | 59:06,1    | —       | —                 |